# Велингтон (Охајо)
Велингтон (енгл. Wellington) град је у америчкој савезној држави Охајо.

## Демографија
По попису из 2010. године број становника је 4.802, што је 291 (6,5%) становника више него 2000. године.
| Група             | 2000.         | 2010.         |
| Белци             | 4.350 (96,4%) | 4.543 (94,6%) |
| Афроамериканци    | 60 (1,3%)     | 59 (1,2%)     |
| Азијати           | 6 (0,1%)      | 21 (0,4%)     |
| Хиспаноамериканци | 47 (1,0%)     | 95 (2,0%)     |
| Укупно            | 4.511         | 4.802         |